# Фадеева, Софья Николаевна
Софья Николаевна Фаде́ева (1901—1989) — драматическая актриса Малого театра. Народная артистка РСФСР (1949). Лауреат Сталинской премии I степени (1950) и Государственной премии РСФСР им. К. С. Станиславского (1984). Кавалер ордена Ленина (1974).

## Биография
Родилась 23 ноября (6 декабря) 1901 года в Москве.
В спектаклях Малого театра играла с 1920 года, ещё не окончив театрального училища. Окончила театральное училище при Малом театре в 1924 году.
Умерла 20 октября 1989 года. Похоронена в Москве на Ваганьковском кладбище.

## Роли в театре
- мадам Буткевич «Незабываемый 1919-й» В. В. Вишневского, постановка 1949)
- Ольга («Нашествие» Л. М. Леонова, 1943)
- Клеопатра («Враги» М. Горького, 1959)
- Марья («Любовь Яровая» К. А. Тренева, 1961)
- тетя Жанна («Украли консула» Г. Д. Мдивани, 1964),
- Фелицата («Правда хорошо, а счастье лучше», А. Н. Островского, 1965)
- Улита («Лес», А. Н. Островского, 1974)
- Марфа Петровна («Русские люди» К. М. Симонова, 1975).
- Софья (1929), Лиза (1938), Хлёстова (1962) и Графиня-бабушка (1973) — «Горе от ума» А. С. Грибоедова)
- Мария Антоновна («Ревизор»)
- Юлинька («Доходное место» А. Н. Островского)
- Елена Николаевна («Мещане» М. Горького)
- Ксения («Волк» Л. М. Леонова)
- Коринкина ("Без вины виноватые» А. Н. Островского)
- Катерина («В степях Украины» и «Партизаны в степях Украины» А. Е. Корнейчука)
- Ага Александровна Щука («Калиновая роща» А. Е. Корнейчука),
- Огудалова («Бесприданница» А. Н. Островского)
- Прасковья Шаробай («Деньги» А. В. Софронова)
- Обноскина («Село Степанчиково и его обитатели» по роману Ф. М. Достоевского, 1957)
- Варвара («Вечный источник» Д. И. Зорина),
- мисс Кроули («Ярмарка тщеславия» по роману У. Теккерея)

## Роли в фильмах-спектаклях Малого театра
- «Правда — хорошо, а счастье лучше» А. Н. Островского (1972) — Филицата
- «Лес» А. Н. Островского (1956) — Улита
- «Горе от ума» А. С. Грибоедова (1977) — Графиня-бабушка
- «Русские люди» К. М. Симонова (1979) — Марфа Петровна
- «Беседы при ясной луне» В. М. Шукшина (1981) — Отавиха
- «Волки и овцы» А. Н. Островского (1973) — Анфуса Тихоновна
- «Крылья» А. Е. Корнейчука (1956) — Варвара Александровна
- «На всякого мудреца довольно простоты» А. Н. Островского (1985) — Глафира Климовна
- «Отцы и дети» И. С. Тургенева (1974) — Арина Васильевна
- «Признание» (1976) — Егоровна
- «Ярмарка тщеславия» У. Теккерея (1976) — мисс Кроули
- «Растеряева улица» (по Г. И. Успенскому) (1959)

## Фильмография
- 1956 — Дело № 306 — Ковальская
- 1957 — Цель его жизни
- 1959 — Достигаев и другие
- 1962 — Вашингтонская история (ТВ) — Джулия, мать Течера Вэнса
- 1964 — Негасимое пламя — приёмная мать
- 1967 — Щит и меч — фрау Бюхер
- 1968 — Ошибка резидента — мать Синицына
- 1973 — Детство. Отрочество. Юность

## Награды и премии
- Заслуженная артистка РСФСР (23 сентября 1937)
- Народная артистка РСФСР (26 октября 1949)
- Сталинская премия первой степени (1951) — за исполнение роли мадам Буткевич в спектакле «Оптимистическая трагедия» В. В. Вишневского
- Государственная премия РСФСР имени К. С. Станиславского (1984) — за исполнение роли Раисы Михайловны в спектакле «Выбор» Ю. В. Бондарева
- орден Ленина (4 ноября 1974)
- орден Трудового Красного Знамени (26 октября 1949)
- медали.